# Montage (film)
Montage in de filmtechniek is de ordening van beeld en geluid in een film of video. De ordening kan snel en afwisselend zijn of juist traag. Er zijn films die van het begin tot het einde slechts uit één enkel onafgebroken beeld bestaan. Dat er dan toch steeds iets anders te zien is komt doordat de camera zich verplaatst of omdat er voor de camera steeds iets anders gebeurt. Dit valt niet onder montage, maar onder cameravoering en regie en noemt men een long take. Iemand die filmmontage doet wordt een editor genoemd.

## Effect
Montage is een van de belangrijkste middelen die een filmmaker ten dienste staat om zich uit te drukken en/of een verhaal te vertellen. Bestaande beelden kunnen door de montage – door de manier waarop ze achter elkaar worden gezet of 'geordend' – een totaal andere betekenis krijgen. Door de beelden bijvoorbeeld vloeiend op elkaar aan te laten sluiten, of juist overmatig te laten contrasteren, wordt eigenlijk bepaald wat het uiteindelijke gevoel van de kijker zal zijn als de film eenmaal af is.
Een belangrijk montage-element is het geluid (muziek, achtergrondgeluiden, spraak). Zo kunnen verschillende versies met dezelfde beelden verteld worden. Geluid kan het effect van de beelden versterken.

## Editors
Beroemde editors zijn onder meer Thelma Schoonmaker en Walter Murch (die ook een boek schreef over montage: In the Blink of an Eye). Ook zijn er bekende filmregisseurs die ook (al dan niet hun eigen films) monteren: Martin Scorsese, Joel en Ethan Coen, Robert Wise, Akira Kurosawa, Alfonso Cuarón, Takeshi Kitano, Steven Soderbergh, Robert Rodriguez, David Lean en Peter R. Hunt.
Voorbeelden van hedendaagse Nederlandse editors zijn: Job ter Burg (Zwartboek, Het Schnitzelparadijs), Peter Alderliesten (In Oranje, Alles is liefde), Sander Vos (Black Butterflies, Paradise Now), Herman P. Koerts (Kruistocht in Spijkerbroek, De Tweeling) en Elsbeth Kasteel (Flirt, Morrison krijgt een zusje en De Indiaan). Tientallen Nederlandse filmeditors zijn sinds 2011 verenigd in de Nederlandse vereniging van Cinema-Editors (NCE), gemodelleerd naar beroepsverenigingen als de Netherlands Society of Cinematographers (NSC) en American Cinema Editors (ACE).

## Montagetechniek en -theorie

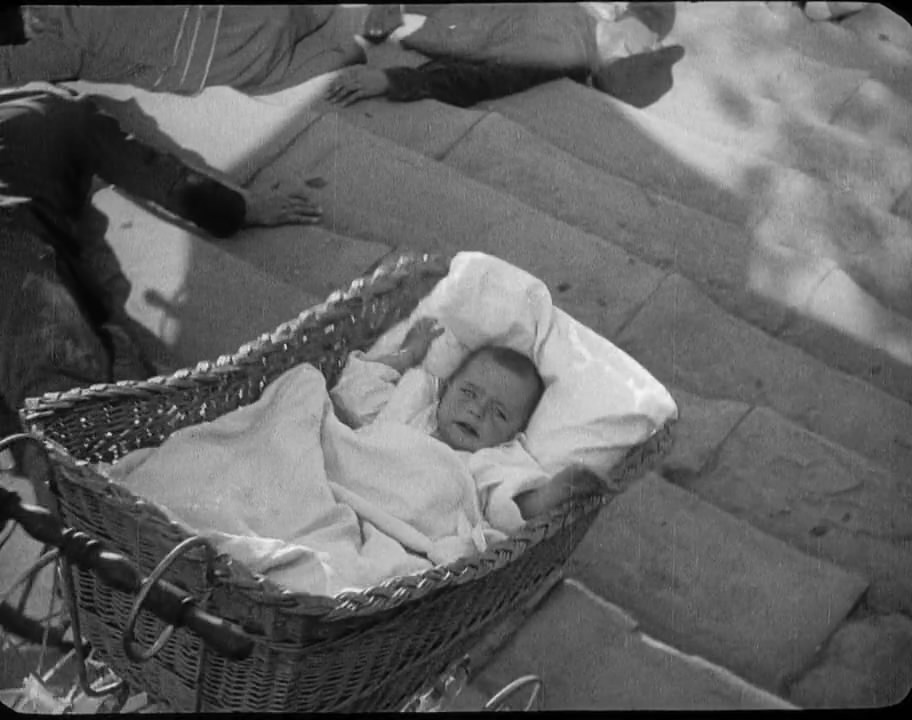
Eisenstein experimenteert in Pantserkruiser Potjomkin met montage om de emotie te vergroten. Joseph Goebbels liet zich lovend uit en verbood de film in nazi-Duitsland.

Veel vroege montagetechnieken en -theorieën kwamen uit de Sovjet-Unie van filmmakers als Sergej Eisenstein, Dziga Vertov en Lev Koelesjov, die experimenten deden waaruit bleek dat je met montage de ervaring van het publiek sterk kon beïnvloeden. Dit zogenaamde Koelesjov-effect was van grote invloed op latere filmmakers, zoals Alfred Hitchcock. Koelesjov noemde montage de essentie van cinema, een statement dat Hitchcock later herhaalde. Veel filmmakers merkten op hoe uniek montage was, ten opzichte van andere kunstvormen. Onder meer Stanley Kubrick en Alfred Hitchcock legden uit dat montage het enige proces is dat uniek is aan het maken van een film. Alle andere aspecten zijn afgeleid van andere media, zoals fotografie, artdirection, scenarioschrijven, acteren, mise-en-scène en muziek.

## Soorten montage
De Russische filmregisseur en -theoreticus Vsevolod Poedovkin onderscheidt vijf verschillende soorten montage volgens de wijze waarop ze de toeschouwer psychologisch stuurt: contrast, parallellisme, symbolisme, gelijktijdigheid en leidmotief.